# Abel Sáenz Buhr
Leopoldo Abel Pantanali más conocido como Abel Sáenz Buhr (Buenos Aires, Argentina; 6 de junio de 1936-Quito, Pichincha, Ecuador; 27 de abril de 2006) fue un actor y director de teatro argentino.

## Carrera
Sáenz Buhr se destacó como actor de reparto en cine desde 1968 hasta 1979, en películas dirigidas por grandes de la talla de Lucas Demare, Enrique Cahen Salaberry, Ricardo Becher, Manuel Antín, Hugo Moser, Enrique Carreras, Eva Landek entre otros. Trabajó en filmes como Humo de marihuana (1968) con Carlos Estrada y Marcela López Rey; La novela de un joven pobre (1968); Juan Manuel de Rosas (1972) protagonizada por Rodolfo Bebán; El Gordo Catástrofe (1977) con Jorge Porcel, Moria Casán, Osvaldo Terranova y Graciela Alfano; Los drogadictos (1979) estelarizado por Mercedes Carreras y Graciela Alfano; y Este loco amor loco con Irene Morack, Héctor Giovine, Perla Santalla e Ignacio Quirós.
En televisión se destacó en ficciones como Laura mía, Celeste, El árbol azul, Manuela, Mi nombre es Coraje y Alta comedia. 
En teatro cumplió su doble labor de actor y director en obras como Escuela del escándalo, Safón y los pájaros, Nada más que el amor, La bronca, Gabino, el mayoral, Lo que no fue, Una viuda difícil y El caballero de Olmedo.

## Vida privada
Estuvo casado con la actriz Laura Bove con quien tuvo un hijo en 1970. Luego de separarse de ella forma pareja con María Cristina Verrier. A fines de 1977 anunció su unión con la también actriz Sandra Sandrini, hija de los célebres actores Luis Sandrini y Malvina Pastorino. El 16 de noviembre de 1978 llega al mundo su segunda hija, la actriz Carla Pantanali Sandrini.

Falleció el 27 de abril de 2006 en Quito, Pichincha, Ecuador, a los 69 años de edad.

## Filmografía
- 1979: El juicio de Dios
- 1979: Este loco amor loco
- 1979: Los drogadictos
- 1979: El juicio de Dios
- 1977: El Gordo Catástrofe
- 1976: Sola
- 1972: Juan Manuel de Rosas
- 1969: Tiro de gracia
- 1968: La novela de un joven pobre
- 1968: Humo de marihuana

## Televisión
- 1995: Chiquititas como Fernando Agüero
- 1991/1992: Celeste
- 1991/1992: El árbol azul como Manuel
- 1991: Manuela
- 1987/1988: Mi nombre es Coraje
- 1985: El pulpo negro
- 1981: Laura mía como Julio
- 1970: Otra vez Drácula
- 1970: El robot como Johnny
- 1970: Alta comedia

## Teatro
- Escuela del escándalo
- Safón y los pájaros
- Libertad y otras intoxicaciones
- Nada más que el amor
- Naranjas amargas para...mamá
- La bronca
- La balada de la idiota
- Gabino, el mayoral
- El sombrero de paja de Italia
- Lo que no fue
- Una viuda difícil
- El caballero de Olmedo